# Valle del Fiume Esaro
Valle del Fiume Esaro este o arie protejată (arie specială de conservare — SAC, sit de importanță comunitară — SCI) din Italia întinsă pe o suprafață de 174 ha, integral pe uscat.

## Localizare
Centrul sitului Valle del Fiume Esaro este situat la coordonatele 39°37′52″N 15°57′49″E / 39.631111°N 15.963611°E.

## Înființare
Situl Valle del Fiume Esaro a fost declarat sit de importanță comunitară în septembrie 1995 pentru a proteja 21 de specii de animale. Situl a fost protejat și ca arie specială de conservare în iunie 2017.

## Biodiversitate
Situată în ecoregiunea mediteraneană, aria protejată conține 3 habitate naturale: Pante stâncoase calcaroase cu vegetație casmofită, Izvoare petrifiante cu formare de travertin (Cratoneurion), Păduri de Quercus ilex și Quercus rotundifolia.
La baza desemnării sitului se află mai multe specii protejate:
- păsări (20): șorecarul comun (Buteo buteo), sticlete (Carduelis carduelis), Certhia brachydactyla, florinte (Chloris chloris), pițigoi albastru (Cyanistes caeruleus), lăstun de casă (Delichon urbicum), presură de munte (Emberiza cia), măcăleandru (Erithacus rubecula), cinteză (Fringilla coelebs), mierlă albastră (Monticola solitarius), codobatură de munte (Motacilla cinerea), pițigoi mare (Parus major), ciocănitoarea verde (Picus viridis), pițigoi sur (Poecile palustris), aușel sprâncenat (Regulus ignicapilla), țiclete (Sitta europaea), huhurez mic (Strix aluco), silvie cu cap negru (Sylvia atricapilla), pănțărușul (Troglodytes troglodytes), mierlă (Turdus merula)
- nevertebrate (1): Cordulegaster trinacriae

Pe lângă speciile protejate, pe teritoriul sitului au mai fost identificate 3 specii de plante, 1 specie de amfibieni.